# 3037 Alku
3037 Alku је астероид главног астероидног појаса. Приближан пречник астероида је 18,91 ,
а средња удаљеност астероида од Сунца износи 2,674 астрономских јединица (АЈ).
Инклинација (нагиб) орбите у односу на раван еклиптике је 19,018 степени, а орбитални период износи 1597,344 дана (4,373 године). Ексцентрицитет орбите астероида износи 0,188.
Апсолутна магнитуда астероида износи 11,60 а геометријски албедо 0,113.
Астероид је откривен 17. јануара 1944. године.